# Топи (сериал)
«То́пи» — российский мистический сериал, снятый режиссёром Владимиром Мирзоевым по сценарию Дмитрия Глуховского. Главные роли в нём сыграли Иван Янковский, Тихон Жизневский, Анастасия Крылова, Софья Володчинская и Екатерина Шпица. Премьера состоялась 28 января 2021 года на видеосервисе «КиноПоиск HD», сериал получил неоднозначные оценки критиков.

## Сюжет
В центре сюжета находятся несколько молодых людей из Москвы, которые бегут от своих проблем в отдалённый монастырь, расположенный неподалёку от деревни Топи в Архангельской области. По прибытии герои выясняют, что монастырь заброшен, местные жители ведут себя крайне странно, а затем и вовсе один из молодых людей пропадает. Решив остановиться в деревне, они начинают поиски и всё больше погружаются в мир Топей, полный тайн.

## В ролях
В главных ролях
- Иван Янковский — Денис (Дэн) Титов
- Тихон Жизневский — Максим (Макс) Кольцов
- Анастасия Крылова — Софья (Соня) Громковская
- Софья Володчинская — Эля Мусаева
- Екатерина Шпица — Катя Лебядкина

Второстепенные герои
- Максим Суханов — Хозяин / Виталий Вениаминович Алябьев, глава химзавода
- Вероника Мохирева — Арина, самая молодая жительница деревни Топи
- Александр Доронин — Козлов, капитан милиции, участковый
- Татьяна Владимирова — Анна Петровна (баба Нюра)
- Марина Васильева — Лиза Громковская, погибшая сестра Сони
- Игорь Подливальчев — отец Илья, священник-настоятель монастыря
- Кирилл Полухин — Обожжённый, ветеран Чеченской войны (4 и 5 серия) / Аркадий Федотов, пропавший полицейский
- Антон Макуха — Ренат Измайлов (Чучундра), зэк
- Дмитрий Глазачев — Пётр Кусков (Хорь), зэк
- Александр Парфенович — Вениамин Алексеевич Костров, муж бабы Нюры
- Лариса Горцева — безумная женщина (постаревшая Катя)
- Вадим Цаллати — Дауд, жених Эли (1 и 6 серия)
- Александра Бортич — Саша, подруга Дениса (1 серия)
- Гела Месхи — Иван, сын Хозяина (7 серия)

## Список серий
| № | Описание |
| - | --- |
| 1 | Сериал начинается с краткого знакомства с пятью героями: умирающий от рака создатель популярного мессенджера со встроенным детектором лжи Денис; журналист провластного медиа Максим, которому дали редакционное задание найти компромат на Дениса; Катя, которую накануне свадьбы бросил жених и которая боится постареть; чеченка Эля, которую пытаются насильно выдать замуж и которая скрывается от жениха; Соня, девушка из строгой православной семьи, переживающая из-за смерти сестры. Все они объединяются, чтобы поехать в монастырь в глубинке: кто-то за исцелением, кто-то за ответами, а кто-то просто прячется. Местный водитель встречает их у поезда и берётся довезти до монастыря, но в пути машина попадает в аварию, а когда герои приходят в себя, выясняется, что водитель исчез. |
| 2 | Вытащив машину с помощью проезжавшего мимо грузовика, герои добираются до монастыря, но находят его заброшенным. Они идут в ближайшую деревню и останавливаются у местной жительницы бабы Нюры, очень удивленной рассказом о закрытом монастыре. Ночью пропадает Катя, парни отправляются её искать. Они находят катины кроссовки в холодильнике и сооружение, похожее на алтарь, с трупами ворон, вспоминают о множестве объявлений на вокзале, где речь идёт о пропавших в деревне людях. Местные жители ведут себя странно и не отвечают на вопросы. Денис и Максим знакомятся с капитаном Козловым и подслушивают его разговор с местной красавицей Ариной о каком-то Хозяине. В лесу они находят мешок с отрубленными головами собак. Тем временем баба Нюра рассказывает девушкам о своей жизни, о муже Вениамине (он парализован и лежит в соседней комнате) и сыне Виталике, живущем в Москве. |
| 3 | Капитан соглашается завести дело о пропаже человека и обещает вызвать подкрепление из ближайшего города. Герои натыкаются на живущих в лесу внутри круга зэков, освобождённых по УДО, которые тоже говорят о Хозяине. По возвращении в деревню они разделяются. Денис забредает на кладбище, где на одном из надгробий видит фото и имя Вениамина, мужа приютившей их бабы Нюры. Эля сталкивается со старухой в катином платке, та говорит, что «лет сто назад», во времена своей молодости, была её подругой, и Эля принимает её за сумасшедшую. Максим ближе знакомится с Ариной и её безумной матерью; на вопрос, можно ли зайти завтра, Арина отвечает, что «всегда тут будет». Денису снится сон, в котором появляется живой Вениамин, намекающий, что они все погибли в аварии. В комнате Вениамина оказывается только клетка с птицей. Баба Нюра ведёт упирающуюся Соню в монастырь, уверяя, что достаточно будет только поклониться и попросить. Та молится в храме, а по пути к выходу находит в одном из нефов спящую там сестру Лизу. |
| 4 | Лиза не понимает, что была мертва: она считает, что её привезли в деревню отец и сестра, а потому прогоняет шокированную Соню. Баба Нюра говорит, что Лизе, вернувшейся с того света, нужно немного времени, чтобы прийти в себя. Максим пытается уговорить Арину уехать с ним в Москву, но та отказывается. Денис пытается убедить уехать Соню, но та настаивает, что и ему нужно сходить в монастырь. Элю захватывает в плен мужчина с обожжённым лицом, который принимает её за порождение Топей. Соня приводит Дениса в монастырь, он знакомится с Лизой и, поверив рассказу Сони, соглашается помолиться. Капитан и Максим приходят к зэкам, те отрицают существование Хозяина, и тогда Максим разрушает их барьер. Лиза пытается выйти из монастыря, но ей тут же становится плохо. Зэки рассказывают, что Топей нельзя выбраться, и смеются над заявлением капитана о том, что прибудет помощь. |
| 5 | Человек с обожжённым лицом продолжает угрожать Эле — в основном из-за её чеченского происхождения. Соня объясняет Лизе, что она умерла и именно поэтому не может покинуть храм. Максим рассказывает Арине, что Хозяин прибудет ночью и накажет его и Элю за пересечённый круг. Он узнаёт, что с высокого дуба за монастырем можно поймать телефонный сигнал. Отец Илья совершает самоубийство. Ночью за Элей кто-то приходит, начинается перестрелка, Эле удаётся сбежать. Пытаясь спрятаться от человека в жёлтом дождевике, она прибивается к зэкам. Максим заявляет, что о происходящем расскажут в завтрашних теленовостях. Денис оказывается в постели Арины, во время секса та превращается из юной девушки в женщину лет сорока, он пугается и сбегает. Утром капитан опознаёт мужчину с обожжённым лицом как своего пропавшего прежде коллегу. |
| 6 | Утром к дому зэков приходит Хозяин (водитель в первой серии) и упрекает их за нарушение договора: они впустили в свой священный круг постороннего, Элю. Хозяин заставляет зэков покинуть этот круг, а потом убивает их и рассказывает спрятавшейся Эле, что и она, и Катя были ему обещаны. Он принимает облик жениха девушки. Вениамин является во сне Денису и рассказывает: чтобы покинуть Топи, тот должен отпроситься у Хозяина в монастыре. Соня и Максим знакомятся с Вениамином, который оказывается живым человеком. Арина обещает рассказать о Хозяине, если Максим пообещает остаться с ней. Хозяин приходит в монастырь, упрекает отца Илью в поиске легких путей, и тот оживает (за этим разговором следит Денис). Хозяин цепляет на вешалку одежду убитых им, во исполнение договора рассказывая о каждом священнику. Денис пытается договориться с Хозяином. Тот обещает отпустить его, если получит взамен четыре души. Денис отказывается отдать Соню. Хозяин излечивает его от рака и головной боли и требует отрубить голову Эле. Денис отказывается, Хозяин делает это сам. Теперь Денис должен привести остальных своих спутников в определённое место. |
| 7 | Максим находит старую газету с фото, на котором мать Арины и Хозяин — генеральный директор местного комбината Алябьев. Он клянётся Арине остаться с ней, чтобы узнать всю правду. Максим признаётся Денису, что шпионил за ним. Хозяин приходит к бабе Нюре, назвавшись её сыном Виталиком. Все жители Топей встречаются за столом в монастыре; Максим объявляет, что раскроет преступную группировку, но Денис разбивает его телефон. К застолью присоединяется Хозяин. Когда он в ходе спора бросается на священника, Соня и Максим сбегают на машине. Так как Денис нарушил приказ закрыть ворота, к нему возвращаются головные боли. Хозяин догоняет беглецов в лесу, Максим принимает его предложение стать главным редактором и отказывается от идеи разоблачения. Денис и Соня убивают Хозяина отвёрткой и съезжают в машине с обрыва. Соне удается выплыть, вместе с Максимом она возвращается в Топи, где люди общаются со своими воскресшими близкими. Максим возвращается к Арине, наблюдающий за ними капитан рассказывает фотографии своего сына сказку: её героиня так завидовала красоте собственной дочери Арины, что захотела поменяться с ней телами, и это чудо произошло, но Арина, увидев себя в другом облике, сошла с ума. В машине капитана появляется его сын, умерший год назад от лейкемии. В финальной сцене Соня стоит в тамбуре поезда, который едет по железной дороге, окольцовывающей Топи. |

## Создание и оценки
Сценарий для сериала написал Дмитрий Глуховский, который на своей странице в Instagram охарактеризовал «Топи» как «безумный бэд трип триллер». По словам Глуховского, от момента появления задумки сериала до выхода его в свет прошло десять лет, пять из которых писатель искал подходящую платформу и продюсеров.
Съёмки проходили в Беларуси, на натурной площадке киностудии «Беларусьфильм» близ деревни Каменка Смолевичского района Минской области. Герои проезжают посёлок Мудьюга в Архангельской области, но деревни Топи на карте России нет. Саундтрек к сериалу написал дуэт АИГЕЛ.
Несколько изданий заранее внесли «Топи» в число самых ожидаемых сериалов года. После премьеры сериал получил неоднозначные отзывы. Рецензенты отмечали высокое качество операторской работы, эффектность отдельных эпизодов («В сериале полно отличных мизансцен, нагнетающих саспенс не хуже чем у Кубрика: что-то страшное может случиться — и оно случается, в любую минуту»), выдающуюся актёрскую работу Максима Суханова. При этом были названы важные минусы: художественная бедность сюжета, плохая проработка персонажей, неудовлетворительное встраивание в сюжет политического высказывания, искусственность и скомканность финала.